# Nghiêm Nhan
Nghiêm Nhan (giản thể: 严颜; phồn thể: 嚴顏; bính âm: Yan Yan; ? – ?), không rõ tên tự, là tướng lĩnh, quan viên cuối thời Đông Hán trong lịch sử Trung Quốc.

## Lịch sử
Sử sách không ghi chép nhiều về Nghiêm Nhan. Trong Tam quốc chí, Nghiêm Nhan chỉ được nhắc đến trong phần Trương Phi truyện, giữ chức Thái thú Ba quận. Hoa Dương quốc chí cho rằng Tam quốc chí đã viết nhầm, Thái thú là Triệu Tạc (趙笮), còn Nghiêm Nhan là Tướng quân, phụ trách quân sự, không lệ thuộc trực tiếp vào Thái thú.
Năm 211, Lưu Bị vào Thục, khi đó Nghiêm Nhan nghe tin đã cảm thán: Thử sở vị độc tọa cùng sơn, phóng hổ tự vệ dã! (Đang ngồi một mình trong núi sâu, lại thả hổ ra tự vệ).
Năm 214, quân Lưu Bị tấn công Giang Châu, Nghiêm Nhan thua trận. Trương Phi bắt được, bèn thuyết phục: Đại quân đến, sao không đầu hàng mà dám chống lại?. Nghiêm Nhan trả lời: Các ngươi ngang ngược, xâm đoạt xứ ta; xứ ta chỉ có tướng quân mất đầu chứ không có tướng quân đầu hàng! Trương Phi nghe vậy nổi giận, lệnh cho quân sĩ đem Nghiêm Nhan đi chém đầu. Nghiêm Nhan mặt không đổi sắc, nói: Chém đầu thì chém đầu, cần gì phải nổi giận!. Trương Phi nghe thấy, kinh phục dũng khí của Nghiêm Nhan, bèn cởi trói tha Nghiêm Nhan, đối đãi như tân khách.
Sử sách về sau không ghi chép thêm thông tin về Nghiêm Nhan. Triệu Tạc làm quan đến Biệt giá tòng sự nhà Quý Hán.

## Trong văn hóa

### Tam quốc diễn nghĩa

#### Cố thủ Ba quận
Khi Lưu Chương mời Lưu Bị vào Tây Xuyên, Nghiêm Nhan tỏ thái độ không hài lòng và than là Lưu Chương dẫn hổ vào nhà. Khi Bàng Thống là quân sư của Lưu Bị bị Trương Nhiệm bắn chết, Lưu Bị phải mời Khổng Minh từ Kinh Châu đến giúp sức lấy Tây Xuyên. Khổng Minh dẫn quân đến Tây Xuyên chia làm 2 đạo quân do 2 danh tướng là Trương Phi và Triệu Vân dẫn đầu. Nghiêm Nhan nghe tin Trương Phi sắp đến lấy Ba Quận biết Trương Phi nóng tính nên ông đóng cửa thành tử thủ đợi quân Trương Phi sinh biến thì ra đánh.
Trương Phi đến sai sứ giả bảo Nghiêm Nhan ra hàng nhưng Nghiêm Nhan cắt mũi sứ giả làm nhục Trương Phi khiến Trương Phi nổi giận lôi đình dẫn quân đến Ba Quận nhưng không thấy ai mà chỉ thấy tên trên thành bắn xuống nên đành nén giận dẫn quân về. Đến ngày thứ hai khi Trương Phi đến tìm cách phá thành thì bị Nghiêm Nhan bắn 1 phát tên vào chỏm mũ khiến Trương Phi thề sẽ bắt Nghiêm Nhan an gan cho hả giận. Sau đó Trương Phi nghĩ ra kế sai quân đi lấy củi rồi giả vờ bảo đã tìm được con đường vượt ải. Nghiêm Nhan nghe vậy tưởng thật bèn đem quân phục binh sẵn định bắt Trương Phi nhưng không ngờ bị trúng kế Trương Phi, ông đánh với Trương Phi khoảng vài chục hiệp thì bị bắt sống. Trương Phi bảo Nghiêm Nhan ra hàng nhưng Nghiêm Nhan tức giận bảo thà mất đầu chứ không đầu hàng. Phi quát tháo sai đem ra chém. Nghiêm Nhan cười: "Tên thất phu kia, chém thì chém, việc gì mà tức giận như thế.". Quân lính dẫn Nghiêm Nhan đi, ông vẫn ung dung tươi tỉnh như không. Trương Phi bỗng đổi giận làm vui, lật đật xuống thềm đuổi tả hữu lui ra rồi tự tay cởi trói, lấy áo mặc cho Nghiêm Nhan, đỡ ngồi lên cao rồi cúi đầu tạ rằng: "Kẻ này trót mạo phạm lão tướng quân mong ngài tha tội." Nghiêm Nhan cảm nghĩa khí mà chịu đầu hàng rồi hiến kế tiến thẳng tới Thành Đô khiến Trương Phi qua hơn 40 cửa ải mà không ai ngăn cản, cứu được Lưu Bị ở Lạc Thành và Nghiêm Nhan được Lưu Bị thưởng cho cái áo giáp vàng.

#### Trận chiến Thiên Đăng
Lưu Bị chiếm được Tây Xuyên phong thưởng chức tước cho Nghiêm Nhan. Khi Trương Cáp là danh tướng của Tào Tháo đến xâm phạm ải Hà Manh thì lão tướng Hoàng Trung xin cùng Nghiêm Nhan ra đối đầu Trương Cáp. Các tướng đều chê 2 tướng đã già sợ không làm được gì khiến Hoàng Trung tức giận muốn lập đại công. Nghiêm Nhan hiến kế cho Hoàng Trung chiếm Thiên Đăng Sơn là nơi Tào Tháo cất trữ lương thảo. Hoàng Trung khen kế ấy hay. Sau đó Hoàng Trung dùng kế giả vờ để mất liền mấy doanh trại rồi bất ngờ dẫn quân chiếm lại khiến Hàn Hạo và Hạ Hầu Thượng phải bỏ chạy đến núi Thiên Đăng do Hạ Hầu Đức trấn giữ. Hoàng Trung thừa thắng kéo đến núi Thiên Đăng. Trương Cáp và Hạ Hầu Thượng ra chống cự bỗng nghe phía sau núi tiếng quân hét vang và lửa cháy rực nên Hạ Hầu Đức dẫn binh ra chữa lửa bị Nghiêm Nhan cho một đao nhào xuống ngựa chết. Sau đó, Nghiêm Nhan xua binh tiến tới, Hạ Hầu Thượng và Trương Cáp đều bị bao vây, phải đánh liều, bỏ cả núi Thiên Đăng chạy qua núi Định Quân để nương dựa Hạ Hầu Uyên. Lưu Bị nghe tin thắng trận phong thưởng cho 2 tướng rất hậu.

### Truyện tranh
Trong bộ truyện tranh Sōten Kōro (Thương thiên hàng lộ), Nghiêm Nhan tự Hi Bá (希伯).